# الترشيح الطبيعي عبر ضفاف الأنهار
الترشيح الطبيعي عبر ضفاف الأنهار هي إحدى تقنيات معالجة مياه الشرب الطبيعية المستدامة للتخلص من الملوثات الموجودة بمياه المسطحات العذبة.

## ميكانيكية التقنية
تعتمد هذه التقنية على امرار المياه علي ضفاف الأنهار أو البحيرات من خلال التربة، ومن ثم ضخ المياه المرشحة من خلال آبار أفقية، أو رأسية تقع بالقرب من المسطحات المائية، حيث أن انخفاض المياه الجوفية سوف يستحث المياه السطحية على التحرك تجاه هذه الآبار، والتي تحدث بداخلها الكثير من العمليات البيوكيميائية والفيزيائية التي تقلل من تركيز هذه الملوثات الكيمائية والبيولوجية (مثل امتزاز الملوثات على سطح الرمال والتحلل البيولوجى للملوثات الكيميائية العضوية) والتي تقلل بدورها من تركيز هذه الملوثات في المياه المضخة من الآبار، وتصبح المياه المنتجة خليط من المياه الجوفية والمياه السطحية المرشحة.

## تاريخ التقنية

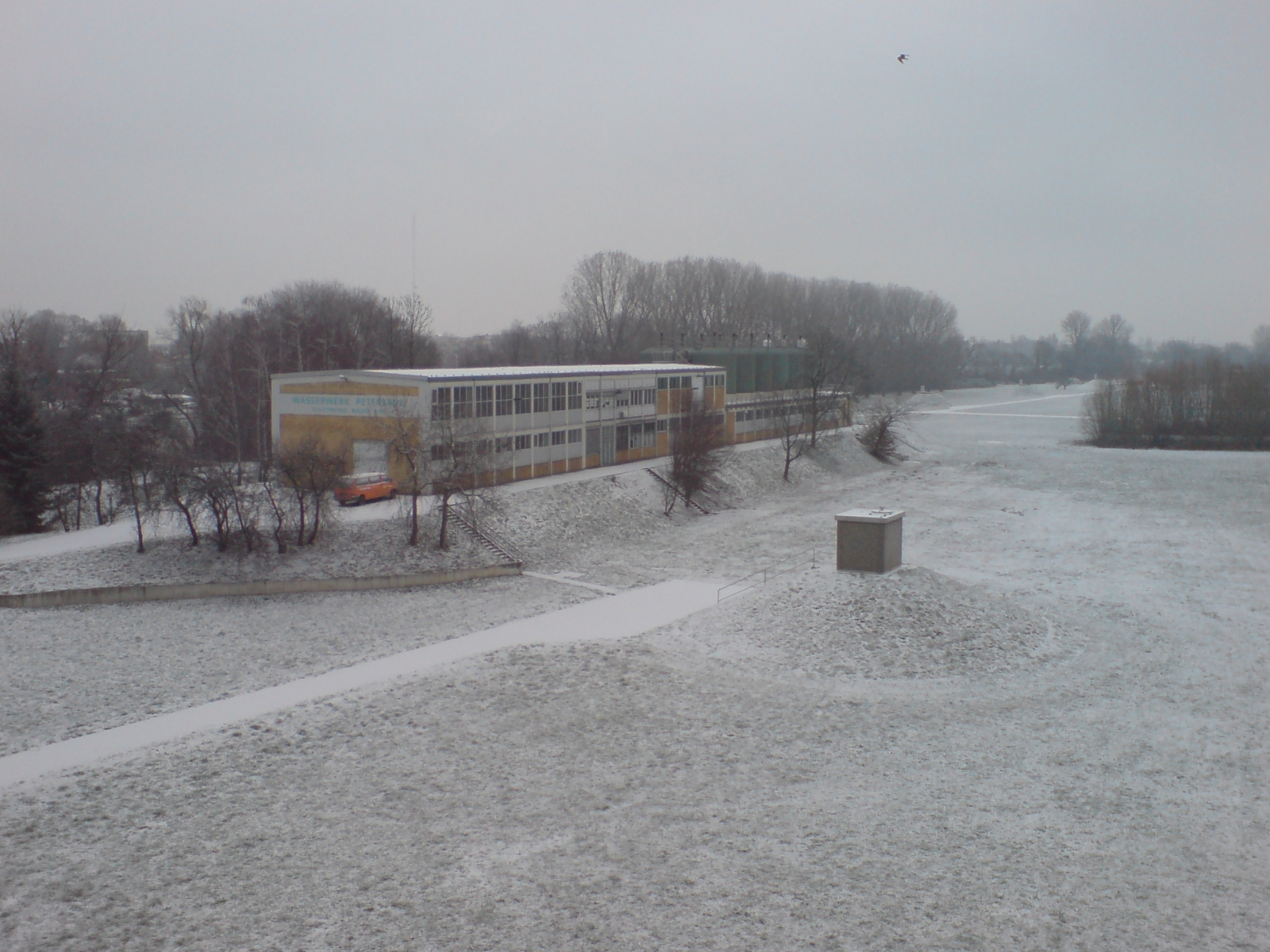
محطة أبار بتقنية الترشيح الطبيعى عبر ضفاف الأنهار بمدينة ماينز الألمانية

تم استخدام هذه التقنية منذ مئات السنين في أوروبا حيث تستخدم كبديل للمعالجة التقليدية، ويتم فقط إضافة جرعات من الكلور للمياه المضخة من آبار الترشيح الطبيعى قبل ضخ المياه إلى شبكات مياه الشرب، أما في أمريكا الشمالية فيتم استخدام التقنية كمعالجة ابتدائية قبل ضخ المياه إلى محطات تنقية مياه الشرب وذلك للتقليل من تركيز الملوثات وتحسين جودة المياه وبالتالى التقليل من تكلفة المعالجة، وقد أفادت بعض الدراسات أن استخدام هذه التقنية كمعالجة أولية في محطات المعالجة باستخدام التناضح العكسى يمكن أن يقلل تكلفة المعالجة بمقدار 50%.
والجدير بالذكر أن هذه التقنية تمثل 50% من المياه المنتجة في فرنسا و 12% في هولندا وكما أنها تمثل 15% في ألمانيا حيث تم حفر عدد من أبار الترشيح الطبيعى على امتداد نهر الراين بألمانيا منذ عام 1870م. وحديثا بدأت بعض الدول في أسيا والشرق الأوسط في الاعتماد على هذه التقنية كمصدر لمياه الشرب.

## مميزات استخدام تقنية الترشيح عبر ضفاف الأنهار
تعتبر الخزانات الجوفية في العصر الجيولوجى الحديث ( المكونة من رمال وزلط) من أنسب الخزانات الجوفية لتطبيق هذه التقنية لما لها من نفاذية وقدرة ترشيحية عالية.
ومن أهم مميزات هذه التقنية:
- القدرة على إنتاج مياه ذات جودة عالية وبتكلفة اقتصادية.
- درجة حرارة المياه المنتجة لا تتأثر كثيراً بالتغيرات المناخية خلال فصول السنة.
- لها قدرة عالية على إزالة المواد العضوية الدقيقة مثل المركبات العضوية الدوائية والمبيدات الحشرية.
- لها قدرة عالية على إزالة المواد العالقة (نسبة الإزالة تصل إلى 90%)
- لها قدرة عالية على إزالة الميكروبات مثل: البكتريا والفيروسات.

وقد أوصت بعض الدراسات على حفر أبار الترشيح الطبيعى بحيث يكون الزمن اللازم للمياه المرشحة للوضول إلى الأبارلا يقل عن 50 يوم.

## العوامل المؤثرة في كفاءة هذه التقنية
علي الرغم من الكفاءة العالية لهذه التقنية للتخلص من ملوثات المياه السطحية إلا أن هناك الكثير من العوامل المؤثرة في كفاءة هذه التقنية علي إزلة الملوثات من المياة السطحية مثل:
- الظروف البيئية أثناء عملية الترشيح مثل: (درجة الحرارة ونوع التربة ونفاذيتها وقدرتها على إمرار المياه).
- نوع الملوثات الموجودة في المياه السطحية ونسبة الأكسجين المذاب.
- اختلاط المياه المرشحة بالمياه الجوفية الملوثة مما قد يؤدى إلى زيادة تركيز بعض الملوثات الكيميائية العضوية والغير عضوية (مثل النترات والأمونيا).
- الاختزال البيولوجى للمعادن الثقيلة مثل الحديد والمنجنيز والبورون والزرنيخ، والذي يحدث نتيجة تحول بيئة الترشيح من الهوائى إلى اللاهوائى، مما يؤدى إلى زياد تركيز هذه العناصر السامة في المياه المضخة ويقلل من جودة المياه المنتجة، مما يستدعى إضافة بعض مراحل المعالجة الأخرى وبالتالى يزيد من تكلفة المعالجة.[3]